# Interlands Pools voetbalelftal 2020-2029
Deze pagina toont een chronologisch en gedetailleerd overzicht van de interlands die het Pools voetbalelftal speelt en heeft gespeeld in de periode 2020 – 2029.

## Interlands

### 2020
|                                                                                     |                     |       |       |                                                                                     |
| 4 september UEFA Nations League Groep A1 № 839 «onderlinge duels» 20:45 uur (UTC+2) | Nederland           | 1 – 0 | Polen | Johan Cruijff ArenA, Amsterdam Toeschouwers: 0 Scheidsrechter: Georgi Kabakov (BUL) |
| 4 september UEFA Nations League Groep A1 № 839 «onderlinge duels» 20:45 uur (UTC+2) | Steven Bergwijn 61' |       |       | Johan Cruijff ArenA, Amsterdam Toeschouwers: 0 Scheidsrechter: Georgi Kabakov (BUL) |

|                                                                                     |                               |       |                                   |                                                                         |
| 7 september UEFA Nations League Groep A1 № 840 «onderlinge duels» 20:45 uur (UTC+2) | Bosnië en Herzegovina         | 1 – 2 | Polen                             | Bilino Polje, Zenica Toeschouwers: 0 Scheidsrechter: Cüneyt Çakır (TUR) |
| 7 september UEFA Nations League Groep A1 № 840 «onderlinge duels» 20:45 uur (UTC+2) | Haris Hajradinović 24' (pen.) |       | 45' Kamil Glik 67' Kamil Grosicki | Bilino Polje, Zenica Toeschouwers: 0 Scheidsrechter: Cüneyt Çakır (TUR) |

|                                                                        |                                                                                                  |       |                     |                                                                                       |
| 7 oktober Vriendschappelijk № 841 «onderlinge duels» 20:45 uur (UTC+2) | Polen                                                                                            | 5 – 1 | Finland             | Stadion Energa Gdańsk, Gdańsk Toeschouwers: 3.000 Scheidsrechter: Michal Očenáš (SVK) |
| 7 oktober Vriendschappelijk № 841 «onderlinge duels» 20:45 uur (UTC+2) | Kamil Grosicki 9' Kamil Grosicki 18' Kamil Grosicki 38' Krzysztof Piątek 53' Arkadiusz Milik 87' |       | 68' Ilmari Niskanen | Stadion Energa Gdańsk, Gdańsk Toeschouwers: 3.000 Scheidsrechter: Michal Očenáš (SVK) |

|                                                                                    |       |       |        |                                                                                            |
| 11 oktober UEFA Nations League Groep A1 № 842 «onderlinge duels» 20:45 uur (UTC+2) | Polen | 0 – 0 | Italië | Stadion Energa Gdańsk, Gdańsk Toeschouwers: 9.200 Scheidsrechter: José María Sánchez (ESP) |
| 11 oktober UEFA Nations League Groep A1 № 842 «onderlinge duels» 20:45 uur (UTC+2) |       |       |        | Stadion Energa Gdańsk, Gdańsk Toeschouwers: 9.200 Scheidsrechter: José María Sánchez (ESP) |

|                                                                                    |                                                                   |       |                |                                                                                 |
| 14 oktober UEFA Nations League Groep A1 № 843 «onderlinge duels» 20:45 uur (UTC+2) | Polen                                                             | 3 – 0 | Bosnië en Her. | Stadion Miejski, Wrocław Toeschouwers: 8.152 Scheidsrechter: Craig Pawson (ENG) |
| 14 oktober UEFA Nations League Groep A1 № 843 «onderlinge duels» 20:45 uur (UTC+2) | Robert Lewandowski 40' Karol Linetty 45+1' Robert Lewandowski 52' |       |                | Stadion Miejski, Wrocław Toeschouwers: 8.152 Scheidsrechter: Craig Pawson (ENG) |

|                                                                          |                                      |       |          |                                                                                    |
| 11 november Vriendschappelijk № 844 «onderlinge duels» 20:45 uur (UTC+1) | Polen                                | 2 – 0 | Oekraïne | Śląskistadion, Chorzów Toeschouwers: 0 Scheidsrechter: Manuel Schüttengruber (AUT) |
| 11 november Vriendschappelijk № 844 «onderlinge duels» 20:45 uur (UTC+1) | Krzysztof Piątek 40' Jakub Moder 63' |       |          | Śląskistadion, Chorzów Toeschouwers: 0 Scheidsrechter: Manuel Schüttengruber (AUT) |

|                                                                                     |                                          |       |       | |
| 15 november UEFA Nations League Groep A1 № 845 «onderlinge duels» 20:45 uur (UTC+1) | Italië                                   | 2 – 0 | Polen | Mapei Stadium - Città del Tricolore, Reggio Emilia Toeschouwers: 0 Scheidsrechter: Clément Turpin (FRA) |
| 15 november UEFA Nations League Groep A1 № 845 «onderlinge duels» 20:45 uur (UTC+1) | Jorginho 27' (pen.) Domenico Berardi 84' |       |       | Mapei Stadium - Città del Tricolore, Reggio Emilia Toeschouwers: 0 Scheidsrechter: Clément Turpin (FRA) |

|                                                                                     |                  |       |                                                  |                                                                             |
| 18 november UEFA Nations League Groep A1 № 846 «onderlinge duels» 20:45 uur (UTC+1) | Polen            | 1 – 2 | Nederland                                        | Śląskistadion, Chorzów Toeschouwers: 0 Scheidsrechter: Orel Grinfeeld (ISR) |
| 18 november UEFA Nations League Groep A1 № 846 «onderlinge duels» 20:45 uur (UTC+1) | Kamil Jóźwiak 5' |       | 77' (pen.) Memphis Depay 84' Georginio Wijnaldum | Śląskistadion, Chorzów Toeschouwers: 0 Scheidsrechter: Orel Grinfeeld (ISR) |

### 2021
|                                                                             |                                                  |       |                                                               |                                                                           |
| 25 maart WK-kwalificatie Groep I № 847 «onderlinge duels» 20:45 uur (UTC+1) | Hongarije                                        | 3 – 3 | Polen                                                         | Puskás Aréna, Boedapest Toeschouwers: 0 Scheidsrechter: Felix Brych (GER) |
| 25 maart WK-kwalificatie Groep I № 847 «onderlinge duels» 20:45 uur (UTC+1) | Roland Sallai 6' Ádám Szalai 52' Willi Orbán 78' |       | 60' Krzysztof Piątek 61' Kamil Jóźwiak 83' Robert Lewandowski | Puskás Aréna, Boedapest Toeschouwers: 0 Scheidsrechter: Felix Brych (GER) |

|                                                                             |                                                                   |       |         |                                                                                         |
| 28 maart WK-kwalificatie Groep I № 848 «onderlinge duels» 20:45 uur (UTC+2) | Polen                                                             | 3 – 0 | Andorra | Wojska Polskiegostadion, Warschau Toeschouwers: 0 Scheidsrechter: Erik Lambrechts (BEL) |
| 28 maart WK-kwalificatie Groep I № 848 «onderlinge duels» 20:45 uur (UTC+2) | Robert Lewandowski 30' Robert Lewandowski 55' Karol Świderski 88' |       |         | Wojska Polskiegostadion, Warschau Toeschouwers: 0 Scheidsrechter: Erik Lambrechts (BEL) |

|                                                                             |                                         |       |                 |                                                                             |
| 31 maart WK-kwalificatie Groep I № 849 «onderlinge duels» 19:45 uur (UTC+1) | Engeland                                | 2 – 1 | Polen           | Wembley Stadium, Londen Toeschouwers: 0 Scheidsrechter: Björn Kuipers (NED) |
| 31 maart WK-kwalificatie Groep I № 849 «onderlinge duels» 19:45 uur (UTC+1) | Harry Kane 19' (pen.) Harry Maguire 85' |       | 58' Jakub Moder | Wembley Stadium, Londen Toeschouwers: 0 Scheidsrechter: Björn Kuipers (NED) |

|                                                                     |                    |       |                           | |
| 1 juni Vriendschappelijk № 850 «onderlinge duels» 20:45 uur (UTC+2) | Polen              | 1 – 1 | Rusland                   | Stadion Miejski, Wrocław Toeschouwers: 19.297 Scheidsrechter: Marco Guida (ITA) Video-assistent: Piero Giacomelli (ITA) |
| 1 juni Vriendschappelijk № 850 «onderlinge duels» 20:45 uur (UTC+2) | Jakub Świerczok 4' |       | 21' Vjatsjeslav Karavajev | Stadion Miejski, Wrocław Toeschouwers: 19.297 Scheidsrechter: Marco Guida (ITA) Video-assistent: Piero Giacomelli (ITA) |

|                                                                     |                                         |       |                                                   |                                                                                 |
| 8 juni Vriendschappelijk № 851 «onderlinge duels» 18:00 uur (UTC+2) | Polen                                   | 2 – 2 | IJsland                                           | Stadion Miejski, Poznań Toeschouwers: 19.614 Scheidsrechter: Balázs Berke (HUN) |
| 8 juni Vriendschappelijk № 851 «onderlinge duels» 18:00 uur (UTC+2) | Piotr Zieliński 34' Karol Świderski 88' |       | 26' Albert Guðmundsson 47' Brynjar Ingi Bjarnason | Stadion Miejski, Poznań Toeschouwers: 19.614 Scheidsrechter: Balázs Berke (HUN) |

| EK 2020 |
| ------- |

|                                                                         |                   |         |                                                 | |
| 14 juni EK-eindronde Groep E № 852 «onderlinge duels» 19:00 uur (UTC+3) | Polen             | 1 – 2   | Slowakije                                       | Krestovskistadion, Sint-Petersburg Toeschouwers: 12.862 Scheidsrechter: Ovidiu Haţegan (ROU) Video-assistent: Marco Di Bello (ITA) |
| 14 juni EK-eindronde Groep E № 852 «onderlinge duels» 19:00 uur (UTC+3) | Karol Linetty 46' | Verslag | 18' (e.d.) Wojciech Szczęsny 69' Milan Škriniar | Krestovskistadion, Sint-Petersburg Toeschouwers: 12.862 Scheidsrechter: Ovidiu Haţegan (ROU) Video-assistent: Marco Di Bello (ITA) |

|                                                                         |                   |         |                        | |
| 19 juni EK-eindronde Groep E № 853 «onderlinge duels» 21:00 uur (UTC+2) | Spanje            | 1 – 1   | Polen                  | Estadio de La Cartuja, Sevilla Toeschouwers: 11.742 Scheidsrechter: Daniele Orsato (ITA) Video-assistent: Massimiliano Irrati (ITA) |
| 19 juni EK-eindronde Groep E № 853 «onderlinge duels» 21:00 uur (UTC+2) | Álvaro Morata 25' | Verslag | 54' Robert Lewandowski | Estadio de La Cartuja, Sevilla Toeschouwers: 11.742 Scheidsrechter: Daniele Orsato (ITA) Video-assistent: Massimiliano Irrati (ITA) |

|                                                                         |                                                          |         |                                               | |
| 23 juni EK-eindronde Groep E № 854 «onderlinge duels» 19:00 uur (UTC+3) | Zweden                                                   | 3 – 2   | Polen                                         | Krestovskistadion, Sint-Petersburg Toeschouwers: 14.252 Scheidsrechter: Michael Oliver (ENG) Video-assistent: Chris Kavanagh (ENG) |
| 23 juni EK-eindronde Groep E № 854 «onderlinge duels» 19:00 uur (UTC+3) | Emil Forsberg 2' Emil Forsberg 59' Viktor Claesson 90+4' | Verslag | 61' Robert Lewandowski 84' Robert Lewandowski | Krestovskistadion, Sint-Petersburg Toeschouwers: 14.252 Scheidsrechter: Michael Oliver (ENG) Video-assistent: Chris Kavanagh (ENG) |

|  |  |  |  |  |  |  |  |  |

|                                                                                |                                                                                 |       |                      | |
| 2 september WK-kwalificatie Groep I № 855 «onderlinge duels» 20:45 uur (UTC+2) | Polen                                                                           | 4 – 1 | Albanië              | Nationaal Stadion, Warschau Toeschouwers: 38.254 Scheidsrechter: Maurizio Mariani (ITA) Video-assistent: Michael Fabbri (ITA) |
| 2 september WK-kwalificatie Groep I № 855 «onderlinge duels» 20:45 uur (UTC+2) | Robert Lewandowski 12' Adam Buksa 44' Grzegorz Krychowiak 54' Karol Linetty 89' |       | 25' Sokol Cikalleshi | Nationaal Stadion, Warschau Toeschouwers: 38.254 Scheidsrechter: Maurizio Mariani (ITA) Video-assistent: Michael Fabbri (ITA) |

|                                                                                |                  |       | | |
| 5 september WK-kwalificatie Groep I № 856 «onderlinge duels» 20:45 uur (UTC+2) | San Marino       | 1 – 7 | Polen | Stadio Olimpico, Serravalle Toeschouwers: 500 Scheidsrechter: Mattias Gestranius (FIN) Video-assistent: Jochem Kamphuis (NED) |
| 5 september WK-kwalificatie Groep I № 856 «onderlinge duels» 20:45 uur (UTC+2) | Nicola Nanni 48' |       | 5' Robert Lewandowski 16' Karol Świderski 21' Robert Lewandowski 44' Karol Linetty 67' Adam Buksa 90+2' Adam Buksa 90+4' Adam Buksa | Stadio Olimpico, Serravalle Toeschouwers: 500 Scheidsrechter: Mattias Gestranius (FIN) Video-assistent: Jochem Kamphuis (NED) |

|                                                                                |                        |       |                | |
| 8 september WK-kwalificatie Groep I № 857 «onderlinge duels» 20:45 uur (UTC+2) | Polen                  | 1 – 1 | Engeland       | Nationaal Stadion, Warschau Toeschouwers: 56.212 Scheidsrechter: Daniel Siebert (GER) Video-assistent: Bastian Dankert (GER) |
| 8 september WK-kwalificatie Groep I № 857 «onderlinge duels» 20:45 uur (UTC+2) | Damian Szymański 90+2' |       | 72' Harry Kane | Nationaal Stadion, Warschau Toeschouwers: 56.212 Scheidsrechter: Daniel Siebert (GER) Video-assistent: Bastian Dankert (GER) |

|                                                                              | |       |            | |
| 9 oktober WK-kwalificatie Groep I № 858 «onderlinge duels» 20:45 uur (UTC+2) | Polen | 5 – 0 | San Marino | Nationaal Stadion, Warschau Toeschouwers: 56.128 Scheidsrechter: Fran Jović (CRO) Video-assistent: Mario Zebec (CRO) |
| 9 oktober WK-kwalificatie Groep I № 858 «onderlinge duels» 20:45 uur (UTC+2) | Karol Świderski 10' Cristian Brolli 20' (e.d.) Tomasz Kędziora 50' Adam Buksa 84' Krzysztof Piątek 90+1' |       |            | Nationaal Stadion, Warschau Toeschouwers: 56.128 Scheidsrechter: Fran Jović (CRO) Video-assistent: Mario Zebec (CRO) |

|                                                                               |         |                     |       | |
| 12 oktober WK-kwalificatie Groep I № 859 «onderlinge duels» 20:45 uur (UTC+2) | Albanië | 0 – 1               | Polen | Air Albaniastadion, Tirana Toeschouwers: 21.000 Scheidsrechter: Clément Turpin (FRA) Video-assistent: Jérôme Brisard (FRA) |
| 12 oktober WK-kwalificatie Groep I № 859 «onderlinge duels» 20:45 uur (UTC+2) |         | 77' Karol Świderski |       | Air Albaniastadion, Tirana Toeschouwers: 21.000 Scheidsrechter: Clément Turpin (FRA) Video-assistent: Jérôme Brisard (FRA) |

|                                                                                |                |       |                                                                                      | |
| 12 november WK-kwalificatie Groep I № 860 «onderlinge duels» 20:45 uur (UTC+1) | Andorra        | 1 – 4 | Polen                                                                                | Estadi Nacional, Andorra la Vella Toeschouwers: 1.049 Scheidsrechter: John Beaton (SCO) Video-assistent: Kevin Blom (NED) |
| 12 november WK-kwalificatie Groep I № 860 «onderlinge duels» 20:45 uur (UTC+1) | Marc Vales 45' |       | 5' Robert Lewandowski 11' Kamil Jóźwiak 45+2' Arkadiusz Milik 73' Robert Lewandowski | Estadi Nacional, Andorra la Vella Toeschouwers: 1.049 Scheidsrechter: John Beaton (SCO) Video-assistent: Kevin Blom (NED) |

|                                                                                |                     |       |                                      | |
| 15 november WK-kwalificatie Groep I № 861 «onderlinge duels» 20:45 uur (UTC+1) | Polen               | 1 – 2 | Hongarije                            | Nationaal Stadion, Warschau Toeschouwers: 56.197 Scheidsrechter: Tiago Martins (POR) Video-assistent: João Pinheiro (POR) |
| 15 november WK-kwalificatie Groep I № 861 «onderlinge duels» 20:45 uur (UTC+1) | Karol Świderski 61' |       | 37' András Schäfer 80' Dániel Gazdag | Nationaal Stadion, Warschau Toeschouwers: 56.197 Scheidsrechter: Tiago Martins (POR) Video-assistent: João Pinheiro (POR) |

### 2022
|                                                                     |                    |       |                               |                                                                                  |
| 24 maart Vriendschappelijk № 862 «onderlinge duels» 19:45 uur (UTC) | Schotland          | 1 – 1 | Polen                         | Hampden Park, Glasgow Toeschouwers: 39.090 Scheidsrechter: Robert Hennessy (IRL) |
| 24 maart Vriendschappelijk № 862 «onderlinge duels» 19:45 uur (UTC) | Kieran Tierney 68' |       | 90+4' (pen.) Krzysztof Piątek | Hampden Park, Glasgow Toeschouwers: 39.090 Scheidsrechter: Robert Hennessy (IRL) |

|                                                                               |                                                   |       |        | |
| 29 maart WK-kwalificatie Play-offs № 863 «onderlinge duels» 20:45 uur (UTC+2) | Polen                                             | 2 – 0 | Zweden | Śląskistadion, Chorzów Toeschouwers: 54.078 Scheidsrechter: Daniele Orsato (ITA) Video-assistent: Massimiliano Irrati (ITA) |
| 29 maart WK-kwalificatie Play-offs № 863 «onderlinge duels» 20:45 uur (UTC+2) | Robert Lewandowski 50' (pen.) Piotr Zieliński 72' |       |        | Śląskistadion, Chorzów Toeschouwers: 54.078 Scheidsrechter: Daniele Orsato (ITA) Video-assistent: Massimiliano Irrati (ITA) |

|                                                                                |                                        |       |                       | |
| 1 juni UEFA Nations League Groep A4 № 864 «onderlinge duels» 18:00 uur (UTC+2) | Polen                                  | 2 – 1 | Wales                 | Stadion Miejski, Wrocław Toeschouwers: 35.214 Scheidsrechter: Rade Obrenovič (SVN) Video-assistent: Nejc Kajtazović (SVN) |
| 1 juni UEFA Nations League Groep A4 № 864 «onderlinge duels» 18:00 uur (UTC+2) | Jakub Kamiński 72' Karol Świderski 85' |       | 52' Jonathan Williams | Stadion Miejski, Wrocław Toeschouwers: 35.214 Scheidsrechter: Rade Obrenovič (SVN) Video-assistent: Nejc Kajtazović (SVN) |

|                                                                                | |       |                        | |
| 8 juni UEFA Nations League Groep A4 № 865 «onderlinge duels» 20:45 uur (UTC+2) | België | 6 – 1 | Polen                  | Koning Boudewijnstadion, Brussel Toeschouwers: 27.409 Scheidsrechter: Ivan Kružliak (SVK) Video-assistent: Bastian Dankert (GER) |
| 8 juni UEFA Nations League Groep A4 № 865 «onderlinge duels» 20:45 uur (UTC+2) | Axel Witsel 42' Kevin De Bruyne 59' Leandro Trossard 73' Leandro Trossard 80' Leander Dendoncker 83' Loïs Openda 90+3' |       | 28' Robert Lewandowski | Koning Boudewijnstadion, Brussel Toeschouwers: 27.409 Scheidsrechter: Ivan Kružliak (SVK) Video-assistent: Bastian Dankert (GER) |

|                                                                                 |                                       |       |                                    | |
| 11 juni UEFA Nations League Groep A4 № 866 «onderlinge duels» 20:45 uur (UTC+2) | Nederland                             | 2 – 2 | Polen                              | Stadion Feijenoord, Rotterdam Toeschouwers: 39.382 Scheidsrechter: Halil Umut Meler (TUR) Video-assistent: Mete Kalkavan (TUR) |
| 11 juni UEFA Nations League Groep A4 № 866 «onderlinge duels» 20:45 uur (UTC+2) | Davy Klaassen 51' Denzel Dumfries 54' |       | 18' Matty Cash 49' Piotr Zieliński | Stadion Feijenoord, Rotterdam Toeschouwers: 39.382 Scheidsrechter: Halil Umut Meler (TUR) Video-assistent: Mete Kalkavan (TUR) |

|                                                                                 |       |                     |        | |
| 14 juni UEFA Nations League Groep A4 № 867 «onderlinge duels» 20:45 uur (UTC+2) | Polen | 0 – 1               | België | Nationaal Stadion, Warschau Toeschouwers: 56.803 Scheidsrechter: Irfan Peljto (BIH) Video-assistent: Paolo Valeri (ITA) |
| 14 juni UEFA Nations League Groep A4 № 867 «onderlinge duels» 20:45 uur (UTC+2) |       | 16' Michy Batshuayi |        | Nationaal Stadion, Warschau Toeschouwers: 56.803 Scheidsrechter: Irfan Peljto (BIH) Video-assistent: Paolo Valeri (ITA) |

|                                                                                      |       |                                    |           | |
| 22 september UEFA Nations League Groep A4 № 868 «onderlinge duels» 20:45 uur (UTC+2) | Polen | 0 – 2                              | Nederland | Nationaal Stadion, Warschau Toeschouwers: 56.673 Scheidsrechter: Alejandro Hernández (ESP) Video-assistent: Ricardo de Burgos Bengoetxea (ESP) |
| 22 september UEFA Nations League Groep A4 № 868 «onderlinge duels» 20:45 uur (UTC+2) |       | 13' Cody Gakpo 60' Steven Bergwijn |           | Nationaal Stadion, Warschau Toeschouwers: 56.673 Scheidsrechter: Alejandro Hernández (ESP) Video-assistent: Ricardo de Burgos Bengoetxea (ESP) |

|                                                                                      |       |                     |       | |
| 25 september UEFA Nations League Groep A4 № 869 «onderlinge duels» 19:45 uur (UTC+1) | Wales | 0 – 1               | Polen | Cardiff City Stadium, Cardiff Toeschouwers: 31.520 Scheidsrechter: Andris Treimanis (LVA) Video-assistent: Paolo Valeri (ITA) |
| 25 september UEFA Nations League Groep A4 № 869 «onderlinge duels» 19:45 uur (UTC+1) |       | 58' Karol Świderski |       | Cardiff City Stadium, Cardiff Toeschouwers: 31.520 Scheidsrechter: Andris Treimanis (LVA) Video-assistent: Paolo Valeri (ITA) |

|                                                                          |                      |       |       | |
| 16 november Vriendschappelijk № 870 «onderlinge duels» 18:00 uur (UTC+1) | Polen                | 1 – 0 | Chili | Wojska Polskiegostadion, Warschau Toeschouwers: 27.968 Scheidsrechter: Harm Osmers (GER) Video-assistent: Bartosz Frankowski (POL) |
| 16 november Vriendschappelijk № 870 «onderlinge duels» 18:00 uur (UTC+1) | Krzysztof Piątek 85' |       |       | Wojska Polskiegostadion, Warschau Toeschouwers: 27.968 Scheidsrechter: Harm Osmers (GER) Video-assistent: Bartosz Frankowski (POL) |

| Wereldkampioenschap voetbal 2022 |
| -------------------------------- |

|                                                                        |         |       |       | |
| 22 november WK 2022 Groep C № 871 «onderlinge duels» 19:00 uur (UTC+3) | Mexico  | 0 – 0 | Polen | Stadion 974, Doha Toeschouwers: 39.369 Scheidsrechter: Chris Beath (AUS) Video-assistent: Shaun Evans (AUS) |
| 22 november WK 2022 Groep C № 871 «onderlinge duels» 19:00 uur (UTC+3) | Verslag |       |       | Stadion 974, Doha Toeschouwers: 39.369 Scheidsrechter: Chris Beath (AUS) Video-assistent: Shaun Evans (AUS) |

|                                                                        |                                            |         |               | |
| 26 november WK 2022 Groep C № 872 «onderlinge duels» 16:00 uur (UTC+3) | Polen                                      | 2 – 0   | Saoedi-Arabië | Education Citystadion, Ar Rayyan Toeschouwers: 44.259 Scheidsrechter: Wilton Pereira Sampaio (BRA) Video-assistent: Drew Fischer (CAN) |
| 26 november WK 2022 Groep C № 872 «onderlinge duels» 16:00 uur (UTC+3) | Piotr Zieliński 39' Robert Lewandowski 82' | Verslag |               | Education Citystadion, Ar Rayyan Toeschouwers: 44.259 Scheidsrechter: Wilton Pereira Sampaio (BRA) Video-assistent: Drew Fischer (CAN) |

|                                                                        |       |         |                                            | |
| 30 november WK 2022 Groep C № 873 «onderlinge duels» 22:00 uur (UTC+3) | Polen | 0 – 2   | Argentinië                                 | Stadion 974, Doha Toeschouwers: 44.089 Scheidsrechter: Danny Makkelie (NED) Video-assistent: Pol van Boekel (NED) |
| 30 november WK 2022 Groep C № 873 «onderlinge duels» 22:00 uur (UTC+3) |       | Verslag | 46' Alexis Mac Allister 67' Julián Álvarez | Stadion 974, Doha Toeschouwers: 44.089 Scheidsrechter: Danny Makkelie (NED) Video-assistent: Pol van Boekel (NED) |

|                                                                              |                                                          |         |                                 | |
| 4 december WK 2022 Achtste finale № 874 «onderlinge duels» 18:00 uur (UTC+3) | Frankrijk                                                | 3 – 1   | Polen                           | Al Thumamastadion, Doha Toeschouwers: 40.989 Scheidsrechter: Jesús Valenzuela (VEN) Video-assistent: Juan Soto (VEN) |
| 4 december WK 2022 Achtste finale № 874 «onderlinge duels» 18:00 uur (UTC+3) | Olivier Giroud 44' Kylian Mbappé 74' Kylian Mbappé 90+1' | Verslag | 90+9' (pen.) Robert Lewandowski | Al Thumamastadion, Doha Toeschouwers: 40.989 Scheidsrechter: Jesús Valenzuela (VEN) Video-assistent: Juan Soto (VEN) |

|  |  |  |  |  |  |  |  |  |

### 2023
|                                                                             |                                                     |       |                      | |
| 24 maart EK-kwalificatie Groep E № 875 «onderlinge duels» 20:45 uur (UTC+1) | Tsjechië                                            | 3 – 1 | Polen                | Fortuna arena, Praag Toeschouwers: 19.045 Scheidsrechter: Anastasios Sidiropoulos (GRE) Video-assistent: Aggelos Evangelou (GRE) |
| 24 maart EK-kwalificatie Groep E № 875 «onderlinge duels» 20:45 uur (UTC+1) | Ladislav Krejčí 1' Tomáš Čvančara 3' Jan Kuchta 64' |       | 87' Damian Szymański | Fortuna arena, Praag Toeschouwers: 19.045 Scheidsrechter: Anastasios Sidiropoulos (GRE) Video-assistent: Aggelos Evangelou (GRE) |

|                                                                             |                     |       |         | |
| 27 maart EK-kwalificatie Groep E № 876 «onderlinge duels» 20:45 uur (UTC+2) | Polen               | 1 – 0 | Albanië | Nationaal Stadion, Warschau Toeschouwers: 56.227 Scheidsrechter: Slavko Vinčić (SVN) Video-assistent: Nejc Kajtazović (SVN) |
| 27 maart EK-kwalificatie Groep E № 876 «onderlinge duels» 20:45 uur (UTC+2) | Karol Świderski 41' |       |         | Nationaal Stadion, Warschau Toeschouwers: 56.227 Scheidsrechter: Slavko Vinčić (SVN) Video-assistent: Nejc Kajtazović (SVN) |

|                                                                      |                  |       |           | |
| 16 juni Vriendschappelijk № 877 «onderlinge duels» 20:45 uur (UTC+2) | Polen            | 1 – 0 | Duitsland | Nationaal Stadion, Warschau Toeschouwers: 57.098 Scheidsrechter: Orel Grinfeeld (ISR) Video-assistent: Paweł Raczkowski (POL) |
| 16 juni Vriendschappelijk № 877 «onderlinge duels» 20:45 uur (UTC+2) | Jakub Kiwior 31' |       |           | Nationaal Stadion, Warschau Toeschouwers: 57.098 Scheidsrechter: Orel Grinfeeld (ISR) Video-assistent: Paweł Raczkowski (POL) |

|                                                                            |                                                             |       |                                            | |
| 20 juni EK-kwalificatie Groep E № 878 «onderlinge duels» 21:45 uur (UTC+3) | Moldavië                                                    | 3 – 2 | Polen                                      | Zimbrustadion, Chisinau Toeschouwers: 9.442 Scheidsrechter: Filip Glova (SVK) Video-assistent: Luís Godinho (POR) |
| 20 juni EK-kwalificatie Groep E № 878 «onderlinge duels» 21:45 uur (UTC+3) | Ion Nicolăescu 48' Ion Nicolăescu 79' Vladyslav Baboglo 85' |       | 12' Arkadiusz Milik 34' Robert Lewandowski | Zimbrustadion, Chisinau Toeschouwers: 9.442 Scheidsrechter: Filip Glova (SVK) Video-assistent: Luís Godinho (POR) |

|                                                                                |                                                      |       |         | |
| 7 september EK-kwalificatie Groep E № 879 «onderlinge duels» 20:45 uur (UTC+2) | Polen                                                | 2 – 0 | Faeröer | Nationaal Stadion, Warschau Toeschouwers: 54.129 Scheidsrechter: David Šmajc (SVN) Video-assistent: Matej Jug (SVN) |
| 7 september EK-kwalificatie Groep E № 879 «onderlinge duels» 20:45 uur (UTC+2) | Robert Lewandowski 73' (pen.) Robert Lewandowski 83' |       |         | Nationaal Stadion, Warschau Toeschouwers: 54.129 Scheidsrechter: David Šmajc (SVN) Video-assistent: Matej Jug (SVN) |

|                                                                                 |                                  |       |       | |
| 10 september EK-kwalificatie Groep E № 880 «onderlinge duels» 20:45 uur (UTC+2) | Albanië                          | 2 – 0 | Polen | Air Albaniastadion, Tirana Toeschouwers: 21.900 Scheidsrechter: José María Sánchez Martínez (ESP) Video-assistent: Carlos del Cerro Grande (ESP) |
| 10 september EK-kwalificatie Groep E № 880 «onderlinge duels» 20:45 uur (UTC+2) | Jasir Asani 37' Mirlind Daku 62' |       |       | Air Albaniastadion, Tirana Toeschouwers: 21.900 Scheidsrechter: José María Sánchez Martínez (ESP) Video-assistent: Carlos del Cerro Grande (ESP) |

|                                                                               |         |                                       |       | |
| 12 oktober EK-kwalificatie Groep E № 881 «onderlinge duels» 19:45 uur (UTC+1) | Faeröer | 0 – 2                                 | Polen | Tórsvøllur, Tórshavn Toeschouwers: 3.220 Scheidsrechter: Allard Lindhout (NED) Video-assistent: Jochem Kamphuis (NED) |
| 12 oktober EK-kwalificatie Groep E № 881 «onderlinge duels» 19:45 uur (UTC+1) |         | 4' Sebastian Szymański 65' Adam Buksa |       | Tórsvøllur, Tórshavn Toeschouwers: 3.220 Scheidsrechter: Allard Lindhout (NED) Video-assistent: Jochem Kamphuis (NED) |

|                                                                               |                     |       |                    | |
| 15 oktober EK-kwalificatie Groep E № 882 «onderlinge duels» 20:45 uur (UTC+2) | Polen               | 1 – 1 | Moldavië           | Nationaal Stadion, Warschau Toeschouwers: 51.672 Scheidsrechter: Artur Soares Dias (POR) Video-assistent: Tiago Martins (POR) |
| 15 oktober EK-kwalificatie Groep E № 882 «onderlinge duels» 20:45 uur (UTC+2) | Karol Świderski 53' |       | 26' Ion Nicolăescu | Nationaal Stadion, Warschau Toeschouwers: 51.672 Scheidsrechter: Artur Soares Dias (POR) Video-assistent: Tiago Martins (POR) |

|                                                                                |                      |       |                  | |
| 17 november EK-kwalificatie Groep E № 883 «onderlinge duels» 20:45 uur (UTC+1) | Polen                | 1 – 1 | Tsjechië         | Nationaal Stadion, Warschau Toeschouwers: 56.310 Scheidsrechter: Daniele Orsato (ITA) Video-assistent: Massimiliano Irrati (ITA) |
| 17 november EK-kwalificatie Groep E № 883 «onderlinge duels» 20:45 uur (UTC+1) | Jakub Piotrowski 38' |       | 49' Tomáš Souček | Nationaal Stadion, Warschau Toeschouwers: 56.310 Scheidsrechter: Daniele Orsato (ITA) Video-assistent: Massimiliano Irrati (ITA) |

|                                                                          |                                                 |       |         | |
| 21 november Vriendschappelijk № 884 «onderlinge duels» 20:45 uur (UTC+1) | Polen                                           | 2 – 0 | Letland | Nationaal Stadion, Warschau Toeschouwers: 30.000 Scheidsrechter: Ondřej Berka (CZE) Video-assistent: Krzysztof Jakubik (POL) |
| 21 november Vriendschappelijk № 884 «onderlinge duels» 20:45 uur (UTC+1) | Przemysław Frankowski 7' Robert Lewandowski 48' |       |         | Nationaal Stadion, Warschau Toeschouwers: 30.000 Scheidsrechter: Ondřej Berka (CZE) Video-assistent: Krzysztof Jakubik (POL) |

### 2024
|                                                                              | |       |                   | |
| 21 maart EK-kwalificatie Play-off № 885 «onderlinge duels» 20:45 uur (UTC+1) | Polen | 5 – 1 | Estland           | Nationaal Stadion, Warschau Toeschouwers: 53.868 Scheidsrechter: Slavko Vinčić (SVN) Video-assistent: Nejc Kajtazović (SVN) |
| 21 maart EK-kwalificatie Play-off № 885 «onderlinge duels» 20:45 uur (UTC+1) | Przemysław Frankowski 22' Piotr Zieliński 50' Jakub Piotrowski 70' Karol Mets 74' (e.d.) Sebastian Szymański 76' |       | 78' Martin Vetkal | Nationaal Stadion, Warschau Toeschouwers: 53.868 Scheidsrechter: Slavko Vinčić (SVN) Video-assistent: Nejc Kajtazović (SVN) |

|                                                                            |                                                                  |              |                                                                                               | |
| 26 maart EK-kwalificatie Play-off № 886 «onderlinge duels» 19:45 uur (UTC) | Wales                                                            | 0 – 0 (n.v.) | Polen                                                                                         | Cardiff City Stadium, Cardiff Toeschouwers: 31.876 Scheidsrechter: Daniele Orsato (ITA) Video-assistent: Massimiliano Irrati (ITA) |
| 26 maart EK-kwalificatie Play-off № 886 «onderlinge duels» 19:45 uur (UTC) |                                                                  |              |                                                                                               | Cardiff City Stadium, Cardiff Toeschouwers: 31.876 Scheidsrechter: Daniele Orsato (ITA) Video-assistent: Massimiliano Irrati (ITA) |
| 26 maart EK-kwalificatie Play-off № 886 «onderlinge duels» 19:45 uur (UTC) | Strafschoppen                                                    |              |                                                                                               | Cardiff City Stadium, Cardiff Toeschouwers: 31.876 Scheidsrechter: Daniele Orsato (ITA) Video-assistent: Massimiliano Irrati (ITA) |
| 26 maart EK-kwalificatie Play-off № 886 «onderlinge duels» 19:45 uur (UTC) | Ben Davies Kieffer Moore Harry Wilson Neco Williams Daniel James | 4 – 5        | Robert Lewandowski Sebastian Szymański Przemysław Frankowski Nicola Zalewski Krzysztof Piątek | Cardiff City Stadium, Cardiff Toeschouwers: 31.876 Scheidsrechter: Daniele Orsato (ITA) Video-assistent: Massimiliano Irrati (ITA) |

|                                                                     |                                                                   |       |                  | |
| 7 juni Vriendschappelijk № 887 «onderlinge duels» 20:45 uur (UTC+2) | Polen                                                             | 3 – 1 | Oekraïne         | Nationaal Stadion, Warschau Toeschouwers: 47.013 Scheidsrechter: Andy Madley (ENG) Video-assistent: Peter Bankes (ENG) |
| 7 juni Vriendschappelijk № 887 «onderlinge duels» 20:45 uur (UTC+2) | Sebastian Walukiewicz 11' Piotr Zieliński 16' Taras Romanczuk 30' |       | 41' Artem Dovbyk | Nationaal Stadion, Warschau Toeschouwers: 47.013 Scheidsrechter: Andy Madley (ENG) Video-assistent: Peter Bankes (ENG) |

|                                                                      |                                         |       |                  | |
| 10 juni Vriendschappelijk № 888 «onderlinge duels» 20:45 uur (UTC+2) | Polen                                   | 2 – 1 | Turkije          | Nationaal Stadion, Warschau Toeschouwers: 48.677 Scheidsrechter: Balázs Berke (HUN) Video-assistent: Ferenc Karakó (HUN) |
| 10 juni Vriendschappelijk № 888 «onderlinge duels» 20:45 uur (UTC+2) | Karol Świderski 12' Nicola Zalewski 90' |       | 77' Barış Yılmaz | Nationaal Stadion, Warschau Toeschouwers: 48.677 Scheidsrechter: Balázs Berke (HUN) Video-assistent: Ferenc Karakó (HUN) |

| EK 2024 |
| ------- |

|                                                                         |                |       |                                  | |
| 16 juni EK-eindronde Groep D № 889 «onderlinge duels» 15:00 uur (UTC+2) | Polen          | 1 – 2 | Nederland                        | Volksparkstadion, Hamburg Toeschouwers: 48.117 Scheidsrechter: Artur Soares Dias (POR) Video-assistent: Tiago Martins (POR) |
| 16 juni EK-eindronde Groep D № 889 «onderlinge duels» 15:00 uur (UTC+2) | Adam Buksa 16' |       | 29' Cody Gakpo 83' Wout Weghorst | Volksparkstadion, Hamburg Toeschouwers: 48.117 Scheidsrechter: Artur Soares Dias (POR) Video-assistent: Tiago Martins (POR) |

|                                                                         |                      |       |                                                                         | |
| 21 juni EK-eindronde Groep D № 890 «onderlinge duels» 18:00 uur (UTC+2) | Polen                | 1 – 3 | Oostenrijk                                                              | Olympiastadion, Berlijn Toeschouwers: 69.455 Scheidsrechter: Halil Umut Meler (TUR) Video-assistent: Paolo Valeri (ITA) |
| 21 juni EK-eindronde Groep D № 890 «onderlinge duels» 18:00 uur (UTC+2) | Krzysztof Piątek 30' |       | 9' Gernot Trauner 66' Christoph Baumgartner 78' (pen.) Marko Arnautović | Olympiastadion, Berlijn Toeschouwers: 69.455 Scheidsrechter: Halil Umut Meler (TUR) Video-assistent: Paolo Valeri (ITA) |

|                                                                         |                          |       |                               | |
| 25 juni EK-eindronde Groep D № 891 «onderlinge duels» 18:00 uur (UTC+2) | Frankrijk                | 1 – 1 | Polen                         | Signal Iduna Park, Dortmund Toeschouwers: 59.728 Scheidsrechter: Marco Guida (ITA) Video-assistent: Massimiliano Irrati (ITA) |
| 25 juni EK-eindronde Groep D № 891 «onderlinge duels» 18:00 uur (UTC+2) | Kylian Mbappé 56' (pen.) |       | 79' (pen.) Robert Lewandowski | Signal Iduna Park, Dortmund Toeschouwers: 59.728 Scheidsrechter: Marco Guida (ITA) Video-assistent: Massimiliano Irrati (ITA) |

|  |  |  |  |  |  |  |  |  |

|                                                                                     |                                       |       |                                                                                   | |
| 5 september UEFA Nations League Groep A1 № 892 «onderlinge duels» 19:45 uur (UTC+1) | Schotland                             | 2 – 3 | Polen                                                                             | Hampden Park, Glasgow Toeschouwers: 46.356 Scheidsrechter: Glenn Nyberg (SWE) Video-assistent: Dennis Higler (NED) |
| 5 september UEFA Nations League Groep A1 № 892 «onderlinge duels» 19:45 uur (UTC+1) | Billy Gilmour 46' Scott McTominay 76' |       | 8' Sebastian Szymański 44' (pen.) Robert Lewandowski 90+7' (pen.) Nicola Zalewski | Hampden Park, Glasgow Toeschouwers: 46.356 Scheidsrechter: Glenn Nyberg (SWE) Video-assistent: Dennis Higler (NED) |

|                                                                                     |                 |       |       | |
| 8 september UEFA Nations League Groep A1 № 893 «onderlinge duels» 20:45 uur (UTC+2) | Kroatië         | 1 – 0 | Polen | Opus Arena, Osijek Toeschouwers: 12.612 Scheidsrechter: François Letexier (FRA) Video-assistent: Willy Delajod (FRA) |
| 8 september UEFA Nations League Groep A1 № 893 «onderlinge duels» 20:45 uur (UTC+2) | Luka Modrić 52' |       |       | Opus Arena, Osijek Toeschouwers: 12.612 Scheidsrechter: François Letexier (FRA) Video-assistent: Willy Delajod (FRA) |

|                                                                                    |                     |       |                                                                  | |
| 12 oktober UEFA Nations League Groep A1 № 894 «onderlinge duels» 20:45 uur (UTC+2) | Polen               | 1 – 3 | Portugal                                                         | Nationaal Stadion, Warschau Toeschouwers: 56.854 Scheidsrechter: Serdar Gözübüyük (NED) Video-assistent: Pol van Boekel (NED) |
| 12 oktober UEFA Nations League Groep A1 № 894 «onderlinge duels» 20:45 uur (UTC+2) | Piotr Zieliński 78' |       | 26' Bernardo Silva 37' Cristiano Ronaldo 88' (e.d.) Jan Bednarek | Nationaal Stadion, Warschau Toeschouwers: 56.854 Scheidsrechter: Serdar Gözübüyük (NED) Video-assistent: Pol van Boekel (NED) |

|                                                                                    |                                                                |       |                                                    | |
| 15 oktober UEFA Nations League Groep A1 № 895 «onderlinge duels» 20:45 uur (UTC+2) | Polen                                                          | 3 – 3 | Kroatië                                            | Nationaal Stadion, Warschau Toeschouwers: 56.103 Scheidsrechter: Alejandro Hernández (ESP) Video-assistent: César Soto Grado (ESP) |
| 15 oktober UEFA Nations League Groep A1 № 895 «onderlinge duels» 20:45 uur (UTC+2) | Piotr Zieliński 5' Nicola Zalewski 45' Sebastian Szymański 68' |       | 20' Borna Sosa 24' Petar Sučić 26' Martin Baturina | Nationaal Stadion, Warschau Toeschouwers: 56.103 Scheidsrechter: Alejandro Hernández (ESP) Video-assistent: César Soto Grado (ESP) |

|                                                                                   | |       |                     | |
| 15 november UEFA Nations League Groep A1 № 896 «onderlinge duels» 19:45 uur (UTC) | Portugal                                                                                              | 5 – 1 | Polen               | Estádio do Dragão, Porto Toeschouwers: 47.239 Scheidsrechter: Donatas Rumšas (LTU) Video-assistent: Dennis Higler (NED) |
| 15 november UEFA Nations League Groep A1 № 896 «onderlinge duels» 19:45 uur (UTC) | Rafael Leão 59' Cristiano Ronaldo 72' (pen.) Bruno Fernandes 80' Pedro Neto 83' Cristiano Ronaldo 87' |       | 88' Dominik Marczuk | Estádio do Dragão, Porto Toeschouwers: 47.239 Scheidsrechter: Donatas Rumšas (LTU) Video-assistent: Dennis Higler (NED) |

|                                                                                     |                      |       |                                     | |
| 18 november UEFA Nations League Groep A1 № 897 «onderlinge duels» 20:45 uur (UTC+1) | Polen                | 1 – 2 | Schotland                           | Nationaal Stadion, Warschau Toeschouwers: 55.433 Scheidsrechter: Christian Dingert (GER) Video-assistent: Sören Storks (GER) |
| 18 november UEFA Nations League Groep A1 № 897 «onderlinge duels» 20:45 uur (UTC+1) | Kamil Piątkowski 59' |       | 3' John McGinn 90+3' Andy Robertson | Nationaal Stadion, Warschau Toeschouwers: 55.433 Scheidsrechter: Christian Dingert (GER) Video-assistent: Sören Storks (GER) |

### 2025
|                                                                             |                        |       |          | |
| 21 maart WK-kwalificatie Groep G № 898 «onderlinge duels» 20:45 uur (UTC+1) | Polen                  | 1 – 0 | Litouwen | Nationaal Stadion, Warschau Toeschouwers: 55.738 Scheidsrechter: Anastasios Sidiropoulos (GRE) Video-assistent: Aggelos Evangelou (GRE) |
| 21 maart WK-kwalificatie Groep G № 898 «onderlinge duels» 20:45 uur (UTC+1) | Robert Lewandowski 81' |       |          | Nationaal Stadion, Warschau Toeschouwers: 55.738 Scheidsrechter: Anastasios Sidiropoulos (GRE) Video-assistent: Aggelos Evangelou (GRE) |

|                                                                             |                                         |       |       | |
| 24 maart WK-kwalificatie Groep G № 899 «onderlinge duels» 20:45 uur (UTC+1) | Polen                                   | 2 – 0 | Malta | Nationaal Stadion, Warschau Toeschouwers: 45.872 Scheidsrechter: Morten Krogh (DEN) Video-assistent: Jakob Kehlet (DEN) |
| 24 maart WK-kwalificatie Groep G № 899 «onderlinge duels» 20:45 uur (UTC+1) | Karol Świderski 27' Karol Świderski 51' |       |       | Nationaal Stadion, Warschau Toeschouwers: 45.872 Scheidsrechter: Morten Krogh (DEN) Video-assistent: Jakob Kehlet (DEN) |

|                                                                     |                                  |       |          | |
| 6 juni Vriendschappelijk № 900 «onderlinge duels» 20:45 uur (UTC+2) | Polen                            | 2 – 0 | Moldavië | Śląskistadion, Chorzów Toeschouwers: 36.357 Scheidsrechter: David Dickinson (SCO) Video-assistent: Steven McLean (SCO) |
| 6 juni Vriendschappelijk № 900 «onderlinge duels» 20:45 uur (UTC+2) | Matty Cash 30' Bartosz Slisz 88' |       |          | Śląskistadion, Chorzów Toeschouwers: 36.357 Scheidsrechter: David Dickinson (SCO) Video-assistent: Steven McLean (SCO) |

|                                                                            |         |   |       |                                                                         |
| 10 juni WK-kwalificatie Groep G № 901 «onderlinge duels» 21:45 uur (UTC+3) | Finland | – | Polen | Olympisch Stadion, Helsinki Toeschouwers: n.n.b. Scheidsrechter: n.n.b. |
| 10 juni WK-kwalificatie Groep G № 901 «onderlinge duels» 21:45 uur (UTC+3) |         |   |       | Olympisch Stadion, Helsinki Toeschouwers: n.n.b. Scheidsrechter: n.n.b. |

|                                                                                |           |   |       |                                                                           |
| 4 september WK-kwalificatie Groep G № 902 «onderlinge duels» 20:45 uur (UTC+2) | Nederland | – | Polen | Stadion Feijenoord, Rotterdam Toeschouwers: n.n.b. Scheidsrechter: n.n.b. |
| 4 september WK-kwalificatie Groep G № 902 «onderlinge duels» 20:45 uur (UTC+2) |           |   |       | Stadion Feijenoord, Rotterdam Toeschouwers: n.n.b. Scheidsrechter: n.n.b. |

|                                                                                |       |   |         |                                                                    |
| 7 september WK-kwalificatie Groep G № 903 «onderlinge duels» 20:45 uur (UTC+2) | Polen | – | Finland | Śląskistadion, Chorzów Toeschouwers: n.n.b. Scheidsrechter: n.n.b. |
| 7 september WK-kwalificatie Groep G № 903 «onderlinge duels» 20:45 uur (UTC+2) |       |   |         | Śląskistadion, Chorzów Toeschouwers: n.n.b. Scheidsrechter: n.n.b. |

|                                                                               |          |   |       |                                                    |
| 12 oktober WK-kwalificatie Groep G № 904 «onderlinge duels» 21:45 uur (UTC+3) | Litouwen | – | Polen | n.n.b. Toeschouwers: n.n.b. Scheidsrechter: n.n.b. |
| 12 oktober WK-kwalificatie Groep G № 904 «onderlinge duels» 21:45 uur (UTC+3) |          |   |       | n.n.b. Toeschouwers: n.n.b. Scheidsrechter: n.n.b. |

|                                                                                |       |   |           |                                                    |
| 14 november WK-kwalificatie Groep G № 905 «onderlinge duels» 20:45 uur (UTC+1) | Polen | – | Nederland | n.n.b. Toeschouwers: n.n.b. Scheidsrechter: n.n.b. |
| 14 november WK-kwalificatie Groep G № 905 «onderlinge duels» 20:45 uur (UTC+1) |       |   |           | n.n.b. Toeschouwers: n.n.b. Scheidsrechter: n.n.b. |

|                                                                                |       |   |       |                                                    |
| 17 november WK-kwalificatie Groep G № 906 «onderlinge duels» 20:45 uur (UTC+1) | Malta | – | Polen | n.n.b. Toeschouwers: n.n.b. Scheidsrechter: n.n.b. |
| 17 november WK-kwalificatie Groep G № 906 «onderlinge duels» 20:45 uur (UTC+1) |       |   |       | n.n.b. Toeschouwers: n.n.b. Scheidsrechter: n.n.b. |

Poolse voetbalbond · A-internationals · Selecties · Statistieken · Pools vrouwenelftal · Olympisch elftal · Polen U21 · Polen U20 · Polen U19 · Polen U18 · Polen U17 · Polen U16
1921 – 1929 ·
1930 – 1939 ·
1940 – 1949 ·
1950 – 1959 ·
1960 – 1969 ·
1970 – 1979 ·
1980 – 1989 ·
1990 – 1999 ·
2000 – 2009 ·
2010 – 2019 ·
2020 – 2029
EK 2008 · 
EK 2012 · 
EK 2016 · 
EK 2020
WK 1938 ·
WK 1974 ·
WK 1978 ·
WK 1982 ·
WK 1986 ·
WK 2002 ·
WK 2006 ·
WK 2018
OS 1924 ·
OS 1936 ·
OS 1972 ·
OS 1976 ·
OS 1992
1921 · 
1922 · 
1923 · 
1924 · 
1925 · 
1926 · 
1927 · 
1928 · 
1929 · 
1930 · 
1931 · 
1932 · 
1933 · 
1934 · 
1935 · 
1936 · 
1937 · 
1938 · 
1939 · 
1940–1946 · 
1947 · 
1948 · 
1949 · 
1950 · 
1951 · 
1952 · 
1953 · 
1954 · 
1955 · 
1956 · 
1957 · 
1958 · 
1959 · 
1960 · 
1961 · 
1962 · 
1963 · 
1964 · 
1965 · 
1966 · 
1967 · 
1968 · 
1969 · 
1970 · 
1971 · 
1972 · 
1973 · 
1974 · 
1975 · 
1976 · 
1977 · 
1978 · 
1979 · 
1980 · 
1981 · 
1982 · 
1983 · 
1984 · 
1985 · 
1986 · 
1987 · 
1988 · 
1989 · 
1990 · 
1991 · 
1992 · 
1993 · 
1994 · 
1995 · 
1996 · 
1997 · 
1998 · 
1999 · 
2000 · 
2001 · 
2002 · 
2003 · 
2004 · 
2005 · 
2006 · 
2007 · 
2008 · 
2009 · 
2010 · 
2011 · 
2012 · 
2013 · 
2014 ·
2015 ·
2016 ·
2017 ·
2018 ·
2019 ·
2020 ·
2021
Albanië ·
Algerije ·
Andorra ·
Argentinië ·
Armenië ·
Australië ·
Azerbeidzjan ·
België ·
Bolivia ·
Bosnië en Herzegovina ·
Brazilië ·
Bulgarije ·
Canada ·
Chili ·
China ·
Colombia ·
Costa Rica ·
Cyprus ·
DDR ·
Denemarken ·
Duitsland ·
Ecuador ·
Egypte ·
Engeland ·
Estland ·
Faeröer · 
Finland ·
Frankrijk ·
Georgië ·
Gibraltar ·
Griekenland ·
Guatemala ·
Haïti ·
Hongarije ·
Ierland ·
India ·
Irak ·
Iran ·
Israël ·
Italië ·
Ivoorkust ·
IJsland ·
Japan ·
Joegoslavië ·
Kameroen ·
Kazachstan ·
Koeweit ·
Kroatië ·
Letland ·
Libië ·
Liechtenstein ·
Litouwen ·
Luxemburg ·
Marokko ·
Malta ·
Mexico ·
Moldavië ·
Montenegro ·
Nederland ·
Nieuw-Zeeland ·
Nigeria ·
Noord-Ierland ·
Noord-Korea ·
Noord-Macedonië ·
Noorwegen ·
Oekraïne ·
Oostenrijk ·
Peru ·
Portugal ·
Roemenië ·
Rusland ·
San Marino ·
Saoedi-Arabië · 
Schotland ·
Senegal ·
Servië ·
Servië en Montenegro · 
Singapore ·
Slovenië ·
Slowakije ·
Sovjet-Unie ·
Spanje ·
Thailand · 
Tsjechië ·
Tsjecho-Slowakije ·
Tunesië ·
Turkije ·
Uruguay ·
Verenigde Arabische Emiraten ·
Verenigde Staten ·
Wales ·
Wit-Rusland ·
Zuid-Afrika ·
Zuid-Korea ·
Zweden ·
Zwitserland
België (1982) ·
Colombia (2018) ·
Costa Rica (2006) ·
Duitsland (2006) ·
Duitsland (2008) ·
Duitsland (2016) ·
Ecuador (2006) ·
Frankrijk (1982) ·
Frankrijk (2022) ·
Griekenland (2012) ·
Italië (1982, 1) ·
Italië (1982, 2) ·
Japan (2018) ·
Kameroen (1982) ·
Kroatië (2008) ·
Noord-Ierland (2016) ·
Oostenrijk (2008) ·
Peru (1982) ·
Rusland (2012) ·
Senegal (2018) ·
Slowakije (2021) ·
Sovjet-Unie (1982) ·
Spanje (2021) ·
Tsjechië (2012) ·
Zweden (2021)
CONMEBOL: Argentinië · Bolivia · Brazilië · Chili · Colombia · Ecuador · Paraguay · Peru · Uruguay · Venezuela

UEFA: Albanië · Andorra · Armenië · Azerbeidzjan · België · Bosnië en Herzegovina · Bulgarije · Cyprus · Denemarken · Duitsland · Engeland · Estland · Faeröer · Finland · Frankrijk · Georgië · Gibraltar · Griekenland · Hongarije · IJsland · Ierland · Israël · Italië · Kazachstan · Kosovo · Kroatië · Letland · Liechtenstein · Litouwen · Luxemburg · Malta · Moldavië · Montenegro · Nederland · Noord-Ierland · Noord-Macedonië · Noorwegen · Oekraïne · Oostenrijk · Polen · Portugal · Roemenië · Rusland · San Marino · Schotland · Servië · Slovenië · Slowakije · Spanje · Tsjechië · Turkije · Wales · Wit-Rusland · Zweden · Zwitserland

AFC: Australië · China · Irak · Iran · Japan · Libanon · Oezbekistan · Oman · Qatar · Saoedi-Arabië · Syrië · Verenigde Arabische Emiraten · Vietnam · Zuid-Korea

CAF: Algerije · Burkina Faso · Congo-Kinshasa · Egypte · Ghana · Ivoorkust · Kaapverdië · Kameroen · Mali · Marokko · Nigeria · Senegal · Tunesië · Zuid-Afrika

CONCACAF: Canada · Costa Rica · Curaçao · El Salvador · Honduras · Jamaica · Mexico · Panama · Suriname · Verenigde Staten

OFC: Nieuw-Zeeland